# José Murilo de Carvalho
José Murilo de Carvalho (Andrelândia, 8 settembre 1939 – Rio de Janeiro, 13 agosto 2023) è stato uno storico e saggista brasiliano.
Dedicò la maggior parte delle sue ricerche al Brasile imperiale.

## Biografia
Laureato all'Università federale del Minas Gerais, conseguì il dottorato all'Università di Stanford. Fu docente nell'ateneo di formazione e all'Università Federale di Rio de Janeiro, della quale divenne professore emerito. Nel 2004 fu ammesso all'Accademia Brasiliana delle Lettere, andando a sostituire Rachel de Queiroz. Nel 1991 vinse il Premio Jabuti.
José Murilo de Carvalho morì il 13 agosto 2023 per complicazioni da Covid-19.